# X Faktor (Ungheria)
X-Faktor è  la versione ungherese del talent show britannico The X Factor, in cui concorrono aspiranti cantanti pop scelti attraverso audizioni. Il programma, condotto da Nóra Ördög e Balázs Sebestyén, va in onda dalla prima edizione del 2010 sul canale ungherese RTL Klub.

## I giudici
Nelle edizioni andate in onda dal 2010 la giuria è stata composta da:
- Feró Nagy, dalla prima alla terza edizione
- Péter Geszti, dalla prima alla quarta edizione
- Ildikó Keresztes, dalla prima alla terza edizione
- Miklós Malek Jr., dalla prima alla terza edizione
- Róbert Szikora, quarta e quinta edizione
- Gabi Tóth, dalla quarta alla sesta edizione
- Róbert Alföldi, quarta e quinta edizione
- Gábor Szűcs, quinta edizione
- Gáspár Laci, dalla sesta alla nona edizione
- Péter Puskás, dalla sesta alla nona edizione
- ByeAlex, dalla sesta alla nona edizione
- Gigi Radics, settima e ottava edizione
- Bogi Dallos, nona edizione

## Prima edizione (2010)
Alle audizioni per la prima edizione ungherese, andata in onda nell'estate del 2010, si sono presentati più di 5000 candidati.
Ai giudici sono state assegnate le seguenti categorie:
- Feró Nagy - 25+;
- Péter Geszti - Ragazze 16-24;
- Ildikó Keresztes - Ragazzi 16-24;
- Miklós Malek Jr - Gruppi vocali.

### La scelta finale
I concorrenti arrivati alla fase finale del programma sono:
| Categoria (giudice) | Concorrenti     | Concorrenti    | Concorrenti     | Concorrenti |
| ------------------- | --------------- | -------------- | --------------- | ----------- |
| Ragazzi (Keresztes) | L. Norbi Király | Nikolas Takács | Tamás Vastag    |             |
| Ragazze (Geszti)    | Fanni Domokos   | Veca Janicsák  | Dorka Shodeinde |             |
| 25+ (Nagy)          | Mariann Szabó   | Csaba Vastag   | Kati Wolf       |             |
| Gruppi (Malek)      | Mimi és Gergő   | Non Stop       | Summer Sisters  |             |

     Vincitore
     Secondo classificato
     Terzo classificato

## Seconda edizione (2011)
Le audizioni per la seconda edizione sono cominciate nella primavera del 2011, con migliaia di candidati presentatisi.
Ai giudici sono state assegnate le seguenti categorie:
- Feró Nagy - Ragazze 16-24;
- Péter Geszti - Gruppi Vocali;
- Ildikó Keresztes - Ragazzi 16-24;
- Miklós Malek Jr - 25+.

### La scelta finale
I concorrenti arrivati alla fase finale del programma sono:
| Categoria (giudice) | Concorrenti    | Concorrenti  | Concorrenti            | Concorrenti |
| ------------------- | -------------- | ------------ | ---------------------- | ----------- |
| Ragazzi (Keresztes) | Gergő Baricz   | Tamás Demes  | Csaba Kelemen (Lil' C) |             |
| Ragazze (Nagy)      | Alexa Bagosi   | Vera Kováts  | Enikő Muri             |             |
| 25+ (Malek)         | Tibor Gyurcsík | Tibor Kocsis | Tamás Tarány           |             |
| Gruppi (Geszti)     | Apollo 23      | Ikrek        | Rocktenors             |             |

## Terza edizione (2012)
Le audizioni per la terza edizione sono cominciate nella primavera del 2012.
Ai giudici sono state assegnate le seguenti categorie:
- Feró Nagy - Gruppi Vocali;
- Péter Geszti - Ragazzi 16-24;
- Ildikó Keresztes - 25+;
- Miklós Malek Jr - Ragazze 16-24

### La scelta finale
I concorrenti arrivati alla fase finale del programma sono:
| Categoria (giudice) | Concorrenti   | Concorrenti | Concorrenti     | Concorrenti |
| ------------------- | ------------- | ----------- | --------------- | ----------- |
| Ragazzi (Geszti)    | Zoltán Fehér  | Gergő Oláh  | Dávid Szabó     |             |
| Ragazze (Malek Jr)  | Tímea Antal   | Adél Csobot | Andrea Kvaka    |             |
| 25+ (Keresztes)     | László Kovács | Bea Lass    | Krisztián Zámbó |             |
| Gruppi (Nagy)       | Like          | P.J.Z.      | Spirit          |             |

     Vincitore
     Secondo classificato
     Terzo classificato

## Quarta edizione (2013)
Le audizioni per la quarta edizione sono cominciate nella primavera del 2013.
Ai giudici sono state assegnate le seguenti categorie:
- Róbert Szikora - Gruppi Vocali;
- Gabi Tóth - Ragazzi 16-24;
- Péter Geszti - 25+;
- Róbert Alföldi - Ragazze 16-24

### La scelta finale
I concorrenti arrivati alla fase finale del programma sono:
| Categoria (giudice) | Concorrenti     | Concorrenti  | Concorrenti    | Concorrenti |
| ------------------- | --------------- | ------------ | -------------- | ----------- |
| Ragazzi (Tóth)      | Ákos Csordás    | Ádám Szabó   | Marcell Tóth   |             |
| Ragazze (Alföldi)   | Lili Batánovics | Anikó Eckert | Lili Péterffy  |             |
| 25+ (Geszti)        | Márk Bozsek     | Dóra Danics  | Tünde Krasznai |             |
| Gruppi (Szikora)    | ByTheWay        | Fat Phoenix  | MDC            |             |

     Vincitore
     Secondo classificato
     Terzo classificato

## Quinta edizione (2014)
Le audizioni per la quinta edizione sono cominciate nel 2014.
Ai giudici sono state assegnate le seguenti categorie:
- Gabi Tóth - Gruppi Vocali;
- Róbert Alföldi  - Ragazzi 16-24;
- Gábor Szűcs - 25+;
- Róbert Szikora - Ragazze 16-24

### La scelta finale
I concorrenti arrivati alla fase finale del programma sono:
| Categoria (giudice) | Concorrenti      | Concorrenti          | Concorrenti       | Concorrenti |
| ------------------- | ---------------- | -------------------- | ----------------- | ----------- |
| Ragazzi (Alföldi)   | Benji            | Richárd Borbély      | Richárd Nagy      |             |
| Ragazze (Szikora)   | Jenifer Ilyés    | Izabella Jakab-Péter | Andi Tóth         |             |
| 25+ (Szűcs)         | Jonathan Andelic | Juli Horányi         | Zsófi Kállai-Kiss |             |
| Gruppi (Tóth)       | Pálinka Republik | Spoon                | Tha Shudras       |             |

     Vincitore
     Secondo classificato
     Terzo classificato

## Sesta edizione (2016)
Le audizioni per la sesta edizione sono cominciate nel 2016.
Ai giudici sono state assegnate le seguenti categorie:
- ByeAlex - Gruppi Vocali;
- Peti Puskás  - Ragazzi 16-24;
- Laci Gáspár - 25+;
- Gabi Tóth - Ragazze 16-24

### La scelta finale
I concorrenti arrivati alla fase finale del programma sono:
| Categoria (giudice) | Concorrenti      | Concorrenti      | Concorrenti     | Concorrenti |
| ------------------- | ---------------- | ---------------- | --------------- | ----------- |
| Ragazzi (Puskás)    | Gergely Dánielfy | Dmitrij Gorbunov | Ricsi Mata      |             |
| Ragazze (Tóth)      | Kinga Jáger      | Barbara Opitz    | Liza Vince Aliz |             |
| 25+ (Gáspár)        | Eszter Balogh    | Szandra Fejes    | János Ónodi     |             |
| Gruppi (ByeAlex)    | Ham ko Ham       | Jaggers          | Soulbreakers    |             |

     Vincitore
     Secondo classificato
     Terzo classificato

## Settima edizione (2017)
Le audizioni per la settima edizione sono cominciate nel 2017.
Ai giudici sono state assegnate le seguenti categorie:
- Laci Gáspár - Gruppi Vocali;
- Gigi Radics  - Ragazzi 16-24;
- Peti Puskás - 25+;
- ByeAlex - Ragazze 16-24

### La scelta finale
I concorrenti arrivati alla fase finale del programma sono:
| Categoria (giudice) | Concorrenti        | Concorrenti     | Concorrenti    | Concorrenti |
| ------------------- | ------------------ | --------------- | -------------- | ----------- |
| Ragazzi (Radics)    | Roland Gulyás      | Krisztián Nagy  | Norbert Mézes  |             |
| Ragazze (ByeAlex)   | Viola Erdős        | Bettina Tóth    | Serena Rigacci |             |
| 25+ (Puskás)        | Lívia Abaházi Nagy | Dániel Berta    | Péter Hegedűs  |             |
| Gruppi (Gáspár)     | Radio Mobster      | Ricco & Claudia | London Kids    |             |

     Vincitore
     Secondo classificato
     Terzo classificato

## Ottava edizione (2018)
Le audizioni per l'ottava edizione sono cominciate nel 2018.
Ai giudici sono state assegnate le seguenti categorie:
- ByeAlex - Gruppi Vocali;
- Peti Puskás  - Ragazzi 16-24;
- Gigi Radics - 25+;
- Laci Gáspár - Ragazze 16-24

### La scelta finale
I concorrenti arrivati alla fase finale del programma sono:
| Categoria (giudice) | Concorrenti    | Concorrenti       | Concorrenti                   | Concorrenti |
| ------------------- | -------------- | ----------------- | ----------------------------- | ----------- |
| Ragazzi (Puskás)    | Krisztián Nagy | Gergő Szekér      | Pál Kovács                    |             |
| Ragazze (Gáspár)    | Tímea Arany    | Gabriella Tamáska | Vivien Urbanovics             |             |
| 25+ (Radics)        | János Balog    | László Ölveti     | Taka Kurokava                 |             |
| Gruppi (ByeAlex)    | Stolen Beat    | USNK              | Ricky and the Drunken Sailors |             |

     Vincitore
     Secondo classificato
     Terzo classificato

## Nona edizione (2019)
Le audizioni per la nona edizione sono cominciate nel 2019.
Ai giudici sono state assegnate le seguenti categorie:
- Peti Puskás - Gruppi Vocali;
- ByeAlex   - Ragazzi 16-24;
- Laci Gáspár  - 25+;
- Bogi Dallos  - Ragazze 16-24

### La scelta finale
I concorrenti arrivati alla fase finale del programma sono:
| Categoria (giudice) | Concorrenti      | Concorrenti   | Concorrenti   | Concorrenti |
| ------------------- | ---------------- | ------------- | ------------- | ----------- |
| Ragazzi (ByeAlex)   | Emánuel Gödöllei | Andor Vanek   | Tibor Ruszó   |             |
| Ragazze (Dallos)    | Enikő Bagdi      | Blanka Dárdai | Aletta Huszár |             |
| 25+ (Gáspár)        | Renátó Burai     | Patrik Zdroba | Antal Balogh  |             |
| Gruppi (Puskás)     | C.O.O.L          | Take 3        | Speranta      |             |

     Vincitore
     Secondo classificato
     Terzo classificato